# Vlk z Královských Vinohrad
Vlk z Královských Vinohrad je český film z roku 2016. Jde o poslední dílo režiséra Jana Němce, který zemřel den před koncem natáčení, 18. března 2016. Dokončovací práce vedl pomocný režisér Tomáš Klein. „Posmutnělou komedii“ natočil Němec volně na motivy svých autobiograficky laděných povídek Nepodávej ruku číšníkovi, vydaných v roce 2011. Příběh vyprávěný hlasem Karla Rodena sleduje režisérovy osudy od festivalu v Cannes roku 1968 až do karlovarského festivalu v létě 2015. Němcovo alter ego jménem John Jan hraje Jiří Mádl. Název díla má evokovat americký film Vlk z Wall Street a postavu, kterou v něm hraje Leonardo DiCaprio.
Film vznikl v česko-slovensko-francouzské koprodukci české společnosti MasterFilm, České televize, slovenského Media Film a francouzských BocaLupo Films. Svou festivalovou premiéru měl na 51. Mezinárodním filmovém festivalu Karlovy Vary 2. července 2016, kde byl uveden v hlavní soutěži. Společnost Artcam ohlásila jeho uvedení do kinodistribuce na 15. září 2016.

## Obsazení
| Jiří Mádl          | John Jan |
| Karel Roden        | vypravěč |
| Martin Pechlát     |          |
| Tomáš Klein        |          |
| Táňa Pauhofová     |          |
| Gabriela Míčová    |          |
| Jiří Menzel        |          |
| Jiří Bartoška      |          |
| Markéta Janoušková |          |
| Robin Kvapil       |          |
| Ted Otis           |          |
| Miloš Stehlík      |          |

## Produkce
Režisér Jan Němec vybral ze své knihy 33 povídek tři stěžejní, které promítl do snímku. Točilo se prakticky bez scénáře.
Film se natáčel na festivalu v Cannes v létě 2015, kde vznikly záběry ročníku 1968, i na festivalu v Karlových Varech. Točilo se také v Praze, New Yorku a v Kalifornii.
Po režisérově smrti vedl dokončovací práce Tomáš Klein společně s dramaturgem a tvůrčím producentem Jakubem Felcmanem a střihačem Josefem Krajbichem. Konzultace probíhaly také s autorovou chotí Ivou Ruszelákovou.

## Ocenění
Na filmovém festivalu v Karlových Varech, kde měl film svou festivalovou premiéru, obdržel zvláštní uznání poroty, spolu s rumunsko-švédským snímkem U trati.